# La Guía del Cómic
La Guía del Cómic fue una revista impresa de información sobre cómic editada por Under Cómic desde marzo de 2001 hasta diciembre de 2004, publicándose un total de 17 números. La publicación inició su andadura bajo la cabecera original Guía del Cómic, con periodicidad mensual y difusión gratuita. En su cuarto número se transformó en aperiódica y perdió la numeración para presentarse cada uno de sus números como especiales dedicados a diferentes eventos públicos dedicados al cómic como el Salón del Cómic de Barcelona, Viñetas desde O Atlántico, Salón del Cómic de Granada o Expocómic. Una peculiaridad de la revista fue su formato, semejante al de un periódico, con unas dimensiones de 29x41 cm (distribuyéndose plegado por la mitad), contando entre 8 y hasta 16 páginas por entrega.

## Trayectoria
La Guía del Cómic fue la evolución de la revista Volumen (publicada con el subtítulo Guía mensual del Cómic) creada y dirigida en 1999 por Santiago García quien propuso el proyecto a Christian Osuna, editor y fundador del sello Under Cómic. Dicha revista se editaba con el título Volumen Uno el primer año de su publicación, y Volumen Dos el segundo. El editor acabó por dirigir los últimos números de Volumen mientras buscaba una manera de potenciar la difusión de la cultura de la historieta a través de una publicación especializada que debería llegar a un público más amplio. La apuesta fue por una revista gratuita y de gran tirada.
Así pues se pretendía llegar a un mayor número de lectores ampliando la distribución en librerías especializadas en cómic a otros puntos como tiendas de música, librerías generalistas y los eventos de historieta de carácter multitudinario que en aquella época se celebraban en diferentes localidades del territorio español y cuyas fechas se distribuían de manera homogénea durante el año.
Los primeros números de la revista se publicaron bajo la cabecera Guía del Cómic y el subtítulo Volumen #3 pero el dominio en Internet www.guiadelcomic.com fue registrado por terceros. Por este motivo se creó la página www.laguiadelcomic.com y posteriormente www.laguiadelcomic.es. En la edición impresa la cabecera se modificó en su octava entrega, publicada en agosto de 2002, eliminando también el subtítulo Volumen #3, unificando así el nombre de la edición impresa y la edición en internet. La revista impresa se publicó hasta el año 2004 y su versión digital vio sus últimas actualizaciones en enero de 2007. 

## Números
- Guía del cómic #0. Marzo de 2001. Especial Salón del Cómic de Granada.[4] Difundida una semana antes en dicho salón.[2]

- Guía del cómic #1. Mayo de 2001. Especial Salón del Cómic de Barcelona[5]

- Guía del cómic #2. Junio de 2001.

- Guía del cómic #3. Julio de 2001.

- Guía del cómic (no numerado, n.º 4). Especial Expocómic.

- Guía del cómic (no numerado, n.º 5). Especial Salón de Granada 2002.

- Guía del cómic (no numerado, n.º 6). Especial Salón de Barcelona 2002. Portada de Javier Rodríguez.

- La guía del cómic (no numerado, n.º 7). Especial Salón de La Coruña 2002.

- La guía del cómic (no numerado, n.º 8).

- La guía del cómic (no numerado, n.º 9). Especial Salón del cómic de Granada 2003.

- La guía del cómic (no numerado, n.º 10). Mayo de 2003. Especial Salón de Barcelona 2003.  Portada de Mauro Entrialgo.[6]

- La guía del cómic #11 (con esta entrega se recupera la numeración).  Agosto de 2003.[7]

- La guía del cómic #12.  Noviembre de 2003. Salón del Cómic de Getxo.[8]

- La guía del cómic #13.  Marzo de 2004.[9]

- La guía del cómic #14.  Mayo de 2004.[10]

- La guía del cómic #15.  Agosto de 2004[11]

## Programa de Radio
En otoño de 2001, unos meses después del lanzamiento de la revista, comenzó a emitirse también un programa de radio con el mismo nombre La Guía del Cómic en la emisora del Círculo de Bellas Artes de Madrid, Radio Círculo, dirigido por el mismo Christian Osuna.  El programa de radio sobrevivió a la revista impresa y, a finales de 2012 continúa en emisión. Puede escucharse en la FM de Madrid capital y a través de Internet, estando disponibles también los programas más recientes para su descarga en podcast. El programa de radio cuenta con una referencia homónima en internet con formato de blog desde junio de 2008.